# Nemesio Calvillo
Cor. Nemesio Calvillo fue un militar mexicano que participó en la Revolución mexicana. Nació en Chihuahua y fue uno de los primeros que tomaron las armas por el constitucionalismo. Perteneció a las fuerzas del general Pablo González Garza. Combatió en Monclova, Aura y Barroterán; también tomó parte en el ataque de Monterrey el 24 de octubre de 1913, donde murió. 